# William S. Paley
Pour les articles homonymes, voir Paley (homonymie).
William Samuel Paley, né le 28 septembre 1901 à Chicago et mort le 26 octobre 1990 à New York, est un homme d'affaires américain.
Fondateur de CBS, il dirige le réseau entre 1928 et 1946, puis son conseil d'administration de 1946 à 1983.

## Biographie

### Jeunesse et formation
William Paley naît à Chicago en 1901, dans une famille d'immigrés juifs. Originaires d'Ukraine, ils sont installés aux États-Unis depuis les années 1880. Son père Samuel Paley fonde la Congress Cigar Company, qui commercialise la marque de cigares La Palina. William Paley étudie à la Wharton School, l'école de management de l'université de Pennsylvanie. Nommé vice-président dans l'entreprise familiale, il est chargé de la publicité,.

### Columbia Broadcasting System
En 1928, la famille Paley investit dans le réseau de radio Columbia Phonographic Broadcasting System, fondé par George Coats et Arthur Judson sous le nom de United Independent Broadcasters. Congress Cigar Company sponsorise une émission diffusée sur WCAU, l'une des radios affiliées au réseau, ce qui lui permet d'augmenter ses ventes. En septembre 1928, William Paley devient président du réseau, dans lequel il a investi 400 000 dollars, et celui-ci est rebaptisé Columbia Broadcasting System (CBS). Pour concurrencer la National Broadcasting Company (NBC), réseau fondé en 1926 par David Sarnoff, il recrute des vedettes de la radio, dont Jack Benny, Bing Crosby et Kate Smith.
Durant la 2de guerre mondiale, Paley travaille pour l'Office de l'information de guerre (U.S. Office of War Information), puis est nommé colonel et chef adjoint de la cellule de guerre psychologique. Il se lie d'amitié avec Edward R. Murrow, journaliste de CBS News basé à Londres, qui l'aide à recruter une équipe pour renforcer le département de l'information du réseau.

### Vie privée
Paley fait la connaissance de Dorothy Hart (1908–1998) à l'époque où elle est encore l'épouse de John Randolph Hearst, troisième fils de William Randolph Hearst. Elle divorce pour l'épouser en 1932. Leur mariage prend fin en 1947 et Dorothy Hart obtient la garde de leurs deux enfants adoptifs, Jeffrey et Hilary. Paley se remarie en 1947 avec l'icône de la mode Babe Cushing Mortimer (1915–1978), rédactrice à Vogue et membre de la Café society new-yorkaise. Ils ont deux enfants : Kate et Bill Jr.

### Musée
En 1975, Paley fonde le Museum of Broadcasting de New York, dont il dirige le conseil d'administration. L'ouverture du musée a lieu deux ans plus tard. Il est rebaptisé Paley Center for Media en 2007.